# Coos Bonte
Coos Bonte (18 de febrero de 1932) es un deportista neerlandés que compitió en judo. Ganó tres medallas en el Campeonato Europeo de Judo entre los años 1957 y 1960.

## Palmarés internacional
| Campeonato Europeo | Campeonato Europeo       | Campeonato Europeo | Campeonato Europeo |
| Año                | Lugar                    | Medalla            | Categoría          |
| ------------------ | ------------------------ | ------------------ | ------------------ |
| 1957               | Róterdam (Países Bajos)  | Medalla de oro     | –68 kg             |
| 1959               | Viena (Austria)          | Medalla de oro     | –68 kg             |
| 1960               | Ámsterdam (Países Bajos) | Medalla de bronce  | –68 kg             |